# Henry Matthews
Pour les articles homonymes, voir Matthews.
Henry Matthews (né le 13 janvier 1826 à Ceylan et mort le 3 avril 1913 à Londres), 1er vicomte Llandaff, est un avocat, homme politique conservateur et membre du gouvernement britannique.

## Biographie
Né à Ceylan à son père est juge à la cour suprême, Henry Matthews fait ses études supérieures à la Sorbonne puis à l'Université de Londres.
Il est appelé à la barre en 1850, exerce comme avocat avant de devenir Queen's Counsel en 1868. Il s'illustre lors du procès en divorce de Charles Dilke en 1886.
Élu au parlement britannique de 1868 à 1874 puis à partir de 1886, il s'y intéresse à la question irlandaise, en tant que catholique, mais ne soutient que faiblement le Home Rule. Il s'implique dans la construction de la cathédrale de Westminster.
En 1886, il devient Home Secretary dans le cabinet de Lord Salisbury et entre en même temps au Privy Council.
Il est Home Secretary au moment des affaires judiciaires Elizabeth Cass, Israel Lipski (en) ou Jack l'Éventreur. Il s'illustre aussi par la féroce répression d'une manifestation lors du « Bloody Sunday (1887) ». Son mandat prend fin en 1892.